# أحمد أرسلان
أحمد أرسلان (بالتركية: Ahmet Arslan), (ولد: 2 يونيو 1962, «كاغِزْمان» في قارْص تركيا) سياسي تركي. في 24 مايو 2016 أصبح وزيراً للاتصالات والمواصلات والنقل البحري في حكومة رئيس الوزراء بن علي يلدرم ، ونائب حاليا في البرلمان التركي ممثلا عن حزب العدالة والتنمية التركي.

## الحياة السياسية
أرسلان أحد أعضاء حزب العدالة والتنمية التركي وفاز بعضوية البرلمان التركي ممثلا لحزبه واختاره بن علي يلدرم وزيرا للمواصلات في وزارته.

### عضو البرلمان التركي
في 1 نوفمبر 2015 أصبح نائبا عن محافظة قارص ممثلا لحزب العدالة والتنمية ، ولايزال.

### وزيرا للمواصلات
في 22 نوفمبر 2016 ، أقام حزب العدالة والتنمية مؤتمره الاستثنائي الثاني وانتخب بن علي يلدرم رئيسا لحزب العدالة والتنمية خلفا لأحمد داود أوغلو الذي استقال من رئاسة الحزب والحكومة ، وقد صادق رئيس الجمهورية في 24 مايو 2016 على تشكيلة الحكومة وكان أحمد أرسلان وزيرا فيها للمواصلات والاتصالات والنقل البحري، وهي الوزارة التي كان وزيرها بن علي يلدرم حتى توليه رئاسة الحكومة 65